# アパス・ジュマグロフ

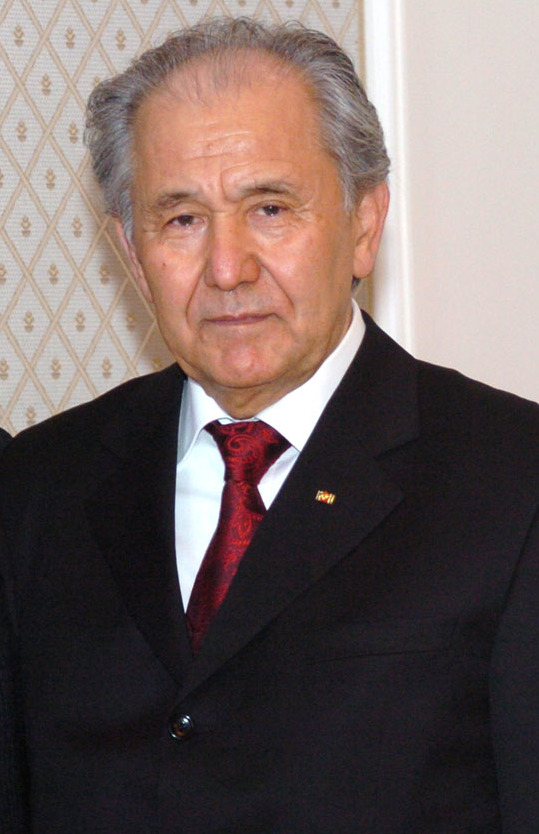
2006

アパス・ジュマグロフ（キルギス語: Апас Жумагулович Жумагулов、1934年9月19日 - ）は、キルギス共和国の政治家、外交官。閣僚会議議長（1986年 - 1991年）、首相（1993年 - 1998年）を歴任した。

## 人物・来歴
キルギス・ソビエト社会主義共和国アラメジンスキー地区（現チュイ州・アラメジン地区）アラシャン村出身。1958年、I.M.グブキン名称モスクワ石油大学を卒業。大学卒業後、ソ連科学アカデミーの複合南部地質探検隊の研究員として働く。その後、石油産業チャンガル・タシュの先任地質学者、中央科学研究所主任、「キルギスネフチ」の主任技師を歴任。
1973年、キルギス共産党中央委員会産業・輸送課主任。1979年、キルギス共産党中央委員会書記。1981年、ソ連共産党中央委員会附属社会科学アカデミーを卒業。1985年、キルギス共産党イスィク・クラ州委員会第一書記。1986年～1991年、キルギス閣僚会議議長。1990年～1991年、ソ連共産党中央委員会委員。第11期キルギス最高会議代議員。1989年～1991年、ソ連人民代議員。1990年10月25日の大統領選挙に出馬したが、一次投票で落選。
1991年、チュイ州会議議長。1992年、チュイ州行政府長官。1993年～1998年、首相。
1998年、株式会社「キルギスネフチェガス」理事長。1998年～2003年4月、駐独特別全権大使。1999年～2003年4月、駐スウェーデン、デンマーク、ノルウェー特別全権大使を兼任。2003年から「Postnoff」（ポストノフ）社理事長。
2004年6月、モスクワにおいて、国際ユーラシア運動の指導者A.ドゥギヌイとPostnoffの出版事業の財政支援に関する協定を結ぶ。ジュマグロフは、同運動の最高会議に加わった。
2005年4月28日から2007年まで駐露特別全権大使。2007年よりKara-Balta Ore Mining Combine (KBMP)の代表取締役。

## パーソナル
妻帯、1児を有する。地質・鉱物学準博士。
労働赤旗勲章2個、名誉記章勲章、キルギス科学・技術国家賞を受賞。